# Altica ericeti
Altica ericeti es un insecto coleóptero de la familia Chrysomelidae. Fue descrita científicamente por primera vez en 1859 por Allard.